# Natacha Mambengya Teba
Natasha Mambengya Teba, née le 28 mai 1992 à Kisangani, est une joueuse congolaise (RDC) de basket-ball évoluant au poste d'ailière forte.

## Carrière
Elle participe aux championnats d'Afrique 2011, 2017 et 2019.

## Vie Privée
Natacha est née à Kinsangani de Mambengya Zegbe et Mpumbulula Eugénie